# Dean și Dan Caten
Dean and Dan Caten (născuți Dean și Dan Catenacci) sunt doi frați gemeni, designeri de modă, fondatorii și proprietarii DSQUARED2, o casă de modă internațională.

## Tinerețea și cariera
Dean și Dan Caten s-au născut în 1964, în Toronto, Ontario și au crescut în Willowdale. Ei sunt cei mai mici dintre cei nouă copii ai familiei lor. Tatăl lor fiind dintr-un orășel din apropiere de Sora, Italia.
În 1983, s-au mutat la New York pentru a studia moda la Parsons The New School of Design, dar au stat aici doar un semestru și s-au întors înapoi în Toronto. Găsirea unui susținător financiar  în 1986, a făcut posibilă lansarea primei lor colecții womenswear semnată, DEanDAN. În 1988 au semnat cu casa de moda Ports International (în prezent Ports 1961), ca directori de creație, în scopul de a aduce companiei mai multă eleganță și mai mult lux. Pentru aș-i umple timpul liber și pentru a căpăta experiență, frații Caten concepeau creații în același timp și pentru Tabi International.  În 1991, cei doi frați s-au mutat la Milano, Italia, unde au lucrat ca designeri pentru casa de modă a lui Gianni Versace, și denim marca Diesel, acesta din urmă  care le-a finanțat și a lansat marca lor Omonim.  Au debutat în lumea modei cu o colecție pentru bărbați în 1994, și în 2003, au lansat și prima colecție pentru femei, dar și prima de lenjerie intimă pentru bărbați.

## Spectacolele lor în show-urile de modă
Cei doi frați sunt cunoscuți pentru creațiile lor vestimentare dar și pentru organizarea spectacolelor surprinzătoare ce au loc în cadrul prezentărilor de modă. Proiectele și creațiile lor cuprind o gamă largă de ținute vestimentare, parfumuri și cosmetice, pentru femei și bărbați. Un spectacol de mare amploare a avut loc în 2005,care a avut-o ca protagonistă pe Christina Aguilera,  în finalul show-ului aceasta dezbrăcând modele masculine de hainele lor. În septembrie 2007, spectacolul de modă DSquared2 ce a avut loc  în Milano, a fost prezentat de Rihanna, aceasta și-a făcut intrarea pe scenă într-un muscle car american, urmat de o plimbare pe podiumul de modă. În ianuarie 2010, la prezentarea colecției de bărbați DSquared2 toamnă / iarnă 2010 din Milano, a fost prezentată de Bill Kaulitz, care și acesta a surprins prin intrarea sa din tavan într-un lift în cușcă à la Rocky Horror Picture Show, urmată de o plimbare de catwalk.
Bill Kaulitz a deschis și tot el a încheiat acest show.
Creațiile lor au fost purtate de către Britney Spears, Madonna, solistul Tokio Hotel Bill Kaulitz, Justin Timberlake, Ricky Martin, Nicolas Cage, și Lenny Kravitz. În 2000-01, Madonna le-a cerut pentru a crea peste 150 de piese vestimentare pentru turneul ei Drowned World Tour 2001, dar și pentru videoclipul "Don't Tell Me".  DSquared2 a fost, au mai lucrat de asemenea și cu Britney Spears în 2009, pentru turneul mondial The Circus Starring Britney Spears și Tokio Hotel, în turneul  Welcome to Humanoid City.
Dean și Dan au fost prezenți și în show-ul cu specific, America Next Top Model și au apărut în videoclipul lui Fergie "Clumsy" și The Black Eyed Peas "I Gotta Feeling".
În 2006, cei doi frați au fost aleși pentru a proiecta noi uniforme oficiale pentru echipa de fotbal Juventus. În martie 2008, frații Caten au semnat un acord brand-ul italian Marcolin, pentru noua colecție de ochelari de soare.

## Magazine Dsquared2
În iunie 2007, primul magazin DSquared2 a fost deschis în cartierul de modă din Milano. Mai apoi  au deschis, de asemenea, la Atena, Capri, Istanbul, Kiev, Cannes, Singapore, Paris, Nicosia și Hong Kong.

## Premii
Frații Caten au primit în 2003, premiul GQ Men of the Year Breakout Design Award. În 2006, au obținut și trofeul Golden Needle Award.
La data de 16 iunie 2009, au fost anunțați că duo-ul va primi o stea pe Walk of Fame din Canada, în Toronto. Ceremonia a avut loc la 12 septembrie 2009.

## Viața de radio și televiziune
Frații Caten găzduiesc propriul program de radio numit  Dean și Dan On Air: Stil în stereo. Spectacolul a început să fie difuzat pe 05 mai pe canal BPM Sirius XM radio prin satelit și oferă o varietate muzicală (inclusiv coloane sonore de la prezentările de modă Dsquared2), împreună cu interviuri celebre, discuții politice și desigur modă. Frații Caten co-găzduit și judecat Launch My Line, un reality show care a început să fie difuzat în decembrie 2009.